# Cholodnyj (Oblast' di Magadan)
Cholodnyj (in lingua russa Холодный) è un centro abitato dell'Oblast' di Magadan, situato nel Susumanskij rajon.